# 埃米莉·费尔
埃米莉·费尔（法語：Émilie Fer，1983年2月17日—），法国女子皮划艇运动员。她曾代表法国参加2008年和2012年夏季奥林匹克运动会皮划艇比赛，其中2012年奥运会获得一枚金牌。